# Пашков, Георгий Павлович
Гео́ргий Па́влович Пашко́в (1887—1925) — русский советский художник, автор первых почтовых марок СССР.

## Биография
Георгий Пашков родился в 1887 году в семье иконописцев. Его братья — Иван (1878—1952), Николай (1880—1960) и Павел (1872—1952) — также стали художниками. 13 октября 1912 года Георгий закончил Императорское Строгановское Центральное Художественно-Промышленное училище со званием художника прикладных искусств. С октября 1912 года работал преподавателем графических искусств в общеобразовательной шестиклассной школе Московской Покровской общины сестёр милосердия; был московским цеховым живописного цеха. Совместно с братьями, Георгий был совладельцем фирмы «Наследники П. П. Пашкова».

## Творчество
В 1910—1911 годах в Александровском парке Одессы проходила «Всероссийская фабрично-заводская, промышленно-художественная и сельскохозяйственная выставка». Она была устроена Одесским отделением Императорского Русского технического общества и Императорским Обществом сельского хозяйства юга России. Выставка пользовалась большой популярностью, было выпущено большое количество рекламных плакатов выставки и открыток с её видами. В том числе среди них были серии рекламных плакатов и живописных открыток с рисунками павильонов, выполненная Георгием Пашковым. Известны открытки с видами павильона Русского общества пароходства и торговли, павильона Черноморско-Азовской фабрики консервов С. Б. Фальц-Фейна, павильона парфюмерного Товарищества Ралле, павильона Московской фабрики Дунаева и одесского кафе Фанкони. Открытки этой серии были выпущены «Т-вом Р. Голике и А. Вильборг». Дизайн адресной стороны этих открыток, которая была специально изготовлена для этой серии, тоже принадлежит Георгию Пашкову.
В 1912 году Георгий Пашков вместе с братом Николаем участвовали в отделке нижнего храма Феодоровского собора в Царском Селе (г. Пушкин, Академический пр., д. 32). В 1914 году Г. П. Пашков расписал плафон и стены церкви во имя иконы Божией Матери «Всех скорбящих радости» при Общине сестер милосердия Красного Креста в Царском Селе (г. Пушкин, ул. Леонтьевская, д. 35). В 1913 году Георгий и Николай Пашковы расписывают несколько залов Нижегородского отделения Государственного банка.
С сентября 1915 года Георгий Пашков расписывал Трапезную палату Фёдоровского Городка с домовой церковью св. преп. Сергия Радонежского в Царском Селе (г. Пушкин, Академический пр., д.14). Отделка её интерьеров продолжалась вплоть до 1917 года. За работы по отделке интерьеров Фёдоровского городка Георгий получил звание придворного художника.
В 1918 году сотрудничал в редакции журнала «Знамя труда», где оформил типовую обложку журнала «Знамя труда. Временник литературы, искусства и политики».
| Плакаты Г. П. Пашкова, 1914—1917 | Плакаты Г. П. Пашкова, 1914—1917 | Плакаты Г. П. Пашкова, 1914—1917 | Плакаты Г. П. Пашкова, 1914—1917 |
| -------------------------------- | -------------------------------- | -------------------------------- | -------------------------------- |
|                                  |                                  |                                  |                                  |
| Выставка.                        | Пожарные-солдатам.               | День сирот воинов.               | Заём Свободы.                    |

### Создание почтовых марок
Георгий Пашков является автором первых марок СССР, вышедших в обращение 19 августа 1923 года в честь Первой Всероссийской сельскохозяйственной и промышленно-кустарной выставки в Москве.
| Первые марки СССР, автор Г. П. Пашков (1923) | Первые марки СССР, автор Г. П. Пашков (1923) | Первые марки СССР, автор Г. П. Пашков (1923) | Первые марки СССР, автор Г. П. Пашков (1923) |
| -------------------------------------------- | -------------------------------------------- | -------------------------------------------- | -------------------------------------------- |
|                                              |                                              |                                              |                                              |
| Жнец (ЦФА [АО «Марка»] № 1)                  | Сеятель (ЦФА [АО «Марка»] № 2)               | Трактор (ЦФА [АО «Марка»] № 3)               | Общий вид выставки (ЦФА [АО «Марка»] № 4)    |